# Пол Уесли
Па́вел То́маш Василе́вски (на полски: Pawel Tomasz Wasilewski, професионално известен като Пол Уесли (на английски: Paul Wesley) от 2005 г., е американски актьор, телевизионен режисьор и продуцент от полски произход.
Познат е най-добре от ролята му на Стефан Салваторе от сериала „Дневниците на вампира“.

## Ранен живот
Роден е в Ню Брънзуик, Ню Джърси в семейството на поляците Томаш и Агниешка Василевски. Има 3 сестри: по-голямата Моника и по-малките Джулия и Лия. Освен английски, говори и полски, като всяка година прекарва по 4 месеца в Полша до 16-годишна възраст.
Учи в академията Christian Brothers и гимназията Marlboro. През първата си година в гимназията е прослушан за ролята на Макс Никерсън в сапунената опера Guiding Light. Премества се в гимназия Lakewood, защото училището може да се съобрази с актьорския му график. Завършва там (2000) и започва да учи в Rutgers University, но с подкрепата на родителите си напуска след 1-ия семестър, защото решава, че може да изгради актьорска кариера.

## Личен живот
Среща се с актрисата Тори ДеВито през 2007 г., когато са играели заедно в Killer Movie. Двамата се женят в Ню Йорк през април 2011 г. Слез 3 месеца е съобщено, че са подали молба за развод, който приключва през декември 2013 г.
Живее в Атланта, Джорджия по време на симките на „Дневниците на вампира“ и прекарва останалото си време с годеницата си Тори ДеВито в Лос Анджелис, Калифорния. Продава жилището си в Лос Анджелис след развода през 2013 .
Среща актрисата Фийби Тонкин на снимачната площадка на „Дневниците на вампира“ през 2012 г. Заедно са от септември 2013 г.

## Кариера
Пол играе главната роля на Люк Кейтс в ТВ сериала Wolf Lake. През 2005 г. започва да се нарича Пол Уесли, защото рожденото му име е трудно за произнасяне.
Най-известната му роля е на Стефан Салваторе в сериала „Дневниците на вампира“, чиято премиера е през септември 2009. Той е в образа на вампир, който се влюбва в момиче от гимназията на име Елена Гилбърт. Започна режисура в сериала по време на 5-ти сезон, като едновременно участва в него.
През май 2011 г. се присъединява към The Baytown Outlaws, където играе заедно с Били Боб Торнтън и Андре Браугхър. Избран е за филма Mother's Day, чиято премиера се очаква. Има редица роли в сериали като „24“, „Ориндж Каунти“ и „Смолвил“.
Участва в 2 филма, чиято премиера е през 2015 г. Before I Disappear, в който играе и продуцира, печели наградата SXSW Film Festival Audience и се състезава на филмовия фестивал във Венеция. Участва и в Amira and Sam.
Присъединява се към състава на Late Bloomer през август 2015 г.

## Благотворителност
Домакин е на 2 фондонабирателни кампании за Represent.com за набиране на средства за благотворителност. За първата си кампания пуска тениска с дизайн на котка за набиране на средства за „Хуманното общество на Съединените щати“. Продадени са над 3000 броя. За втората си кампания си партнира с колегата си Иън Сомърхолдър за пускане на лимитирана серия на риза, проектирана от фен с думите „Кръвни братя от 1864“. Продадени са почти 10 000 броя.

## Филмография

### Кино
| Година | Заглавие            | Роля          |
| ------ | ------------------- | ------------- |
| 2004   | The Last Run        | Сет           |
| 2005   | Roll Bounce         | Трой          |
| 2006   | Cloud 9             | Джаксън Фарго |
| 2006   | Peaceful Warrior    | Тревър        |
| 2006   | Lenexa, 1 Mile      | Рик           |
| 2008   | Killer Movie        | Джейк Танър   |
| 2009   | Elsewhere           | Били          |
| 2010   | Beneath the Blue    | Крейк Морисън |
| 2013   | The Baytown Outlaws | Антъни Рийс   |
| 2014   | Before I Disappear  | Гидеон        |
| 2014   | Amira and Sam       | Чарли         |
| 2016   | Mothers Day         | Кевин         |
| 2016   | The Late Bloomer    | заснема се    |

### Телевизия
| Година      | Заглавие                          | Роля                               |
| ----------- | --------------------------------- | ---------------------------------- |
| 1999        | Another World                     | Шон Мъкайнан                       |
| 1999 – 2001 | Guiding Light                     | Макс Никерсън                      |
| 2000, 2005  | Law & Order: Special Victims Unit | Дани Бърел/Люк Бреслин             |
| 2001        | Shot in the Heart                 | Гари                               |
| 2001 – 2002 | Wolf Lake                         | Люк Кейтс                          |
| 2002        | Young Arthur                      | Ланслът                            |
| 2002        | Law & Order: Criminal Intent      | Люк Милър                          |
| 2002 – 2005 | American Dreams                   | Томи ДеФелис                       |
| 2003        | The Edge                          | себе си                            |
| 2003        | Smallville                        | Лукас Лутър                        |
| 2003        | The O.C.                          | Дони                               |
| 2003 – 2004 | 8 Simple Rules                    | Дамян                              |
| 2003 – 2004 | Everwood                          | Томи Калахан                       |
| 2004        | CSI: Miami                        | Джак Братфорд                      |
| 2005        | CSI: NY                           | Стив Сампрас                       |
| 2006        | Crossing Jordan                   | Квентин Бейкър                     |
| 2006        | Fallen                            | Арън Корбет                        |
| 2007        | Fallen                            | Арън Корбет                        |
| 2007        | Cane                              | Ник                                |
| 2007        | Shark                             | Джъстин                            |
| 2008        | The Russell Girl                  | Еван Карол                         |
| 2008        | Cold Case                         | Пийти Мърфи                        |
| 2008 – 2009 | Army Wives                        | Логън                              |
| 2009 – 2010 | 24                                | Стефън                             |
| 2009 – 2017 | The Vampire Diaries               | Стефан Салваторе/Том Ейвъри/Сайлъс |
| 2016        | The Originals                     | Стефан Салваторе                   |
| 2018 – 2019 | Tell me a story                   | Еди/Тъкър                          |

### Като режисьор
| Година | Заглавие            |
| ------ | ------------------- |
| 2014   | The Vampire Diaries |
| 2015   | The Vampire Diaries |

### Като продуцент
| Година | Заглавие           |
| ------ | ------------------ |
| 2010   | Norman             |
| 2014   | Before I Disappear |

## Награди и номинации
| Година | Категория                          | Проект              | Резултат  |
| ------ | ---------------------------------- | ------------------- | --------- |
| 2010   | Cast To Watch                      | The Vampire Diaries | Печели    |
| 2010   | Breakout Star Male                 | The Vampire Diaries | Печели    |
| 2010   | Actor Fantasy/Sci-Fi               | The Vampire Diaries | Печели    |
| 2011   | Actor Fantasy/Sci-Fi               | The Vampire Diaries | Печели    |
| 2011   | Vampire                            | The Vampire Diaries | Печели    |
| 2012   | Actor Fantasy/Sci-Fi               | The Vampire Diaries | Печели    |
| 2013   | Actor Fantasy/Sci-Fi               | The Vampire Diaries | Номиниран |
| 2013   | Favorite Dramatic TV Actor         | The Vampire Diaries | Номиниран |
| 2014   | Actor Fantasy/Sci-Fi               | The Vampire Diaries | Номиниран |
| 2014   | TV Villain                         | The Vampire Diaries | Номиниран |
| 2014   | Best Threesome                     | The Vampire Diaries | Печели    |
| 2014   | Best Supporting Actor in a Feature | Before I Disappear  | Номиниран |
| 2015   | Actor Fantasy/Sci-Fi               | The Vampire Diaries | Номиниран |
| 2015   | Actor Fantasy/Sci-Fi               | The Vampire Diaries | Номиниран |
| 2015   | Choice TV: Liplock                 | The Vampire Diaries | Номиниран |